# Энергетическая яркость
Энергети́ческая я́ркость (яркость излучения) — отношение потока излучения, переносимого в элементарном пучке лучей, проходящем через данную площадку и распространяющемся в телесном угле {\displaystyle d\Omega }, содержащем данное направление, к площади проекции этой площадки на плоскость, перпендикулярную направлению распространения, и величине телесного угла:
{\displaystyle L_{e}={\frac {d^{2}\Phi _{e}}{dA_{\bot }\,d\Omega }}={\frac {d^{2}\Phi _{e}}{dA\,\cos \theta \cdot d\Omega }}},
где {\displaystyle \theta } — угол между нормалью к излучающей площадке и рассматриваемым направлением, {\displaystyle dA} — площадь площадки, а {\displaystyle dA_{\bot }} — площадь упомянутой выше проекции. В системе единиц СИ {\displaystyle L_{e}} измеряется в Вт/(м²·ср).
Существует спектральная энергетическая яркость — энергетическая яркость, приходящаяся на единичный интервал длин волн ({\displaystyle L_{e,\lambda }}) или частот ({\displaystyle L_{e,\nu }}): 
{\displaystyle L_{e,\lambda }={\frac {d^{3}\Phi _{e}}{dA_{\bot }\,d\Omega \,d\lambda }},\quad L_{e,\nu }={\frac {d^{3}\Phi _{e}}{dA_{\bot }\,d\Omega \,d\nu }}},
при этом
{\displaystyle L_{e}=\int L_{e,\lambda }\,d\lambda =\int L_{e,\nu }\,d\nu }.
Интегрированием энергетической яркости по углам полупространства получается энергетическая светимость (она же испускательная способность) — спектральная:
{\displaystyle M_{e,\lambda }={\frac {d\Phi _{e}}{dA\,d\lambda }}=\int L_{e,\lambda }\cos \theta \,d\Omega \,\,} (и аналогично для {\displaystyle M_{e,\nu }})
или полная:
{\displaystyle M_{e}={\frac {d\Phi _{e}}{dA}}=\int L_{e}\cos \theta \,d\Omega =\iint L_{e}\cos \theta \,\sin \theta \,d\theta \,d\varphi },
где {\displaystyle \theta =0\ldots \pi /2}, а {\displaystyle \varphi =0\ldots 2\pi } — азимутальный угол.
В изотропном случае связь между энергетической светимостью и энергетической яркостью, а также между их спектральными функциями выражается формулами:
{\displaystyle M_{e}=\pi L_{e},\quad M_{e,\lambda }=\pi L_{e,\lambda },\quad M_{e,\nu }=\pi L_{e,\nu }}.

## Световой аналог
В системе световых фотометрических величин аналогом энергетической яркости является яркость {\displaystyle L_{v}}. Энергетическая яркость отличается от просто яркости, несмотря на аналогичность определяющей формулы. В формуле для яркости на месте потока излучения {\displaystyle \Phi _{e}} стоит световой поток {\displaystyle \Phi _{v}} (в люменах), который учитывает энергию излучения только в видимом спектральном диапазоне и с различным «весом» с учётом особенностей восприятия.